# Малевничье (Кировоградская область)
Малевничье (укр. Мальовниче) — село в Катериновской сельской общине Кропивницкого района Кировоградской области Украины.
Население по переписи 2001 года составляло 81 человек. Почтовый индекс — 27633. Телефонный код — 522. Код КОАТУУ — 3522580603.